# Neurotechnologie
Neurotechnologie jsou aplikované technologie z oblasti neurologie, jejichž cílem je výzkum, případně i zdokonalení činnosti a výkonnosti lidského mozku. Obor neurotechnologie už existuje více než půlstoletí, ale k jeho překotnějšímu rozvoji došlo až v posledních 20 letech.

## Neurotechnologie určené pro zlepšení kognitivních schopností
Neurotechnologie určené pro zlepšení mozkové činnosti jsou založené hlavně na praktickém využití vědeckých poznatků a technologií, ale také na poznatcích starobylých duchovních učení. Pro tento trénink mozku jsou využívána zařízení jako např. autodráha či střelba na terč ovládané mozkem, které pracují na principu elektroencefalogramu (EEG). Uplatnění nacházejí zmíněné technologie zejména při tréninku u sportovců, manažerů nebo členů ozbrojených jednotek.
Regulace stavů vědomí je u neurotechnologií dosahována díky audio-vizuální stimulaci (AVS). Ta je obyčejně realizovaná pomocí jednodušších periodických optických stimulů, přiváděných na LED diody brýlí a současně přepracovanou zvukovou stimulací, také periodického charakteru, do stereosluchátek (psychowalkman). Umožňují více nebo méně komplikované průběhy AVS (kde se frekvence a typ stimulace postupně mění) a jsou určené pro různé specifické cíle. Během stimulace dochází v mozku daného člověka k efektu strhávání rytmů, který způsobuje postupné přelaďování z jednoho stavu vědomí do jiného.
V mnohých záměrech už samotné "přepnutí" do jiného stavu mozku je žádaným a konečným cílem relaxovat, usnout nebo dobít energii. Při složitějších cílech pomáhá synchronizace (kooperace) práce levé a pravé hemisféry mozku. U běžného člověka je většina aktivit mozku lokalizovaná převážně v jedné z hemisfér, přičemž, velmi zjednodušeně řečeno, levá koresponduje převážně s lineárními a logickými úlohami a pravá spíš s intuitivním, podvědomým a prostorovým zpracováním informací.

### Využití v Česku
Jedním z prvních českých průkopníků v této oblasti byl Tomáš Zdechovský, zakladatel sítě neurolaboratoří v České republice i zahraničí. Za inovativní metodiku rozvoje kognitivních schopností a mentálního koučinku v rámci neurolaboratoře Commservis.com se Tomáš Zdechovský dostal až do finále mezi první tři lidi, kteří se ucházeli o ocenění WIFI Trainer Award 2013. Ta je každoročně udělována lektorům, kteří vnášejí nové koncepce do vzdělávání. 

## Současné technologie využívané pro výzkum mozku

### Snímání
Magnetická rezonance se používá pro snímkování topologických a mezníkových struktury v mozku. Využívá se také pro zobrazení mozkové aktivity. Zejména s nástupem funkční magnetické rezonance se stala základní technologií využívanou pro studium mysli. Funkční magnetická rezonance měří hladinu kyslíku v mozku při aktivaci (vyšší obsah kyslíku = neurální aktivace) a umožňuje výzkumníkům pochopit, které lokusy jsou zodpovědné za aktivaci při daném stimulu. Na rozdíl od CT vyšetření nenese žádná rizika spojená s způsobením záření (nulová radiační zátěž). Nevýhodou používání magnetické rezonance je určitá hlučnost zařízení.
Počítačová tomografie (CT) je další technologií používanou pro snímání mozku. Využívá se od roku 1970 a umožňuje neurologům sledovat strukturu mozku a jeho aktivitu. Zatímco mnoho funkcí CT se nyní provádí pomocí magnetické rezonance, CT může být stále používána pro zkoumání mozkové aktivity a poranění mozku. Za pomocí paprsků X, mohou vědci detekovat stopy radioaktivity v mozku, které naznačují aktivaci mozku jako nástroj pro vytvoření spojení v mozku, stejně jako odhalit mnohá zranění či nemoci, které mohou způsobit trvalé poškození mozku, jako je aneurysma, degenerace, nebo rakovina.
Pozitronová emisní tomografie (PET) Namísto užívání magnetické rezonance nebo X-paprsků, spoléhá PET na ukazatele produkující pozitrony, které jsou vázány na biologicky relevantní ukazatele, jako je glukóza. Čím více jsou aktivovány v mozku, tím více živin vyžaduje daná oblast a vyšší aktivita se zobrazí jasněji na příslušném snímku mozku. PET vyšetření jsou stále častěji využívána výzkumnými pracovníky, protože PET skeny jsou aktivovány metabolismem, zatímco magnetická rezonance je aktivována spíše na fyziologické bázi.

### Transkraniální magnetická stimulace
Transkraniální magnetická stimulace je v podstatě magnetickou stimulací mozku. Elektrické proudy a magnetická pole spolu vnitřně souvisejí, a tím dochází v mozku ke stimulaci magnetických impulsů, a je tak možné zasahovat do specifických lokusů v mozku a dosáhnout tak požadovaného účinku. Tomuto oboru se v současné době dostává velké pozornosti kvůli potenciálním výhodám, které by mohly přijít z nových objevů v těchto technologiích.

### Transkraniální stimulace stejnosměrným proudem
Transkraniální stimulace stejnosměrným proudem je formou neurostimulace, která využívá konstantní, nízký proud přiváděný přímo do cílené oblasti mozku pomocí malých elektrod. Metoda byla původně vyvinuta pro pacienty s poraněním mozku, jako je mrtvice. Nicméně výzkumy na zdravých dospělých osobách ukázaly, že tato forma stimulace může zvýšit kognitivní výkon při vykonávání různých úkolů, v závislosti na oblasti mozku vystavenou stimulaci. Tato technologie se využívá ke zvýšení jazykové a matematické schopnosti, soustředění, řešení problémů, zlepšení paměti a koordinace.

### Neinvazivní povrchové metody snímání mozkové aktivity
Elektroencefalografie (EEG) je metoda neinvazivního měření aktivity mozkových vln. Elektrody jsou umístěny kolem hlavy a vlasové pokožky, a elektrické signály jsou měřeny. EEG se využívá u polysomnografického vyšetření, protože tam jsou vlnové charakteristiky spojené s různými fázemi spánku. Klinicky se EEG využívá ke studiu epilepsie, mrtvice a přítomnosti nádorů na mozku. EEG zahrnuje různé metody, jak zachytit elektrickou signalizaci v mozku v průběhu jeho aktivace.
Magnetoencephalografie (MEG) je další metodou měření aktivity mozku na základě měření magnetických polí, vznikajících působením elektrického proudu v mozku. Výhoda použití MEG namísto EEG spočívá v tom, že zkoumané oblasti jsou lépe lokalizované, což vede k lepšímu pochopení toho, jak dokážou jednotlivé lokusy reagovat na stimulaci nebo vykazují-li příslušné oblasti zvýšenou činnost. (jako tomu bývá např. u epileptického záchvatu).

### Implantované technologie
Neurozařízení slouží k monitorování či regulaci mozkových aktivit. V současném lékařství nachází uplatnění např. při v terapii Parkinsonovy choroby. Nejběžnějšími neurozařízeními jsou hloubkové mozkové stimulátory, které se používají, k elektrické stimulaci oblastí postižených nečinnosti. Parkinsonova nemoc je způsobena inaktivací bazálních ganglií (jádra) a v poslední době se hloubkové mozkové stimulátory stávají stále více preferovanou formou léčby Parkinsonovy choroby, přestože aktuální výzkumy zpochybňují jejich účinnost při léčbě pohybových poruch.
Neuromodulace je poměrně novým oborem, který kombinuje použití neurozařízení a neurochemie. Základem je skutečnost, že mozek může být regulován za použití množství různých faktorů (metabolické, elektrická stimulace, fyziologické), a že to vše může být modulováno zařízeními implantovanými v neuronové síti. Mozek je velmi citlivý orgán, proto je nezbytné, aby činnost těchto technologií vyvolávala co nejméně negativních reakcí lidského těla. To může být provedeno úpravou chemického složení povrchu materiálu nervových implantátů.

### Buněčná terapie
Buněčná terapie je založena na zkoumání možnosti využití kmenových buněk v mozku, které byly v nedávné době nalezeny v několika lokusech. Nyní vzniká velký počet studií, které mají za cíl stanovit, zda je tuto formu terapie možné využít ve velkém měřítku. Experimenty byly úspěšně použity pro kmenové buňky v mozku dětí, které utrpěly zranění během těhotenství a starších lidí trpících degenerativními chorobami. Bylo tak možné přimět mozek k produkci nových buněk a vytvoření nových spojení mezi neurony.[zdroj?]